# Todos juntos (gala)
Todos juntos es un programa de televisión especial anual de la cadena argentina Telefe, en donde en una gala con todas las figuras del canal, en donde se presentan todas las novedades para el año en curso. Entre las estrellas del canal se destacan las presencias de Susana Giménez, Mirtha Legrand, Julián Weich, Alejandro "Marley" Wiebe, Guillermo Francella y Mariano Peluffo entre otros. Las tres emisiones fueron conducidas por el propio Marley. La primera se emitió el 15 de abril de 2012 a las 21:00. La edición 2013 se emitió el 21 de abril de 2013 a las 20:30. La edición 2014 se emitió el 7 de abril de 2014 a las 21:15. La edición 2015 se emitió el 7 de abril a las 21:15.

## Acerca deTodos juntos
En una fiesta especial que reúne a todas las figuras de Telefe, las recientemente incorporadas y las ya casi históricas del canal. 
Con la excusa de presentar los nuevos ciclos y festejar la performance que mantiene Telefe durante el año, conductores, actores y directores se congregan en una noche de gala que se trasmite en una edición especial realizada en directo.

## Homenajes 2012
- Homenaje a Susana Giménez por sus 25 años como conductora del programa de Telefe, Susana Giménez.

- Homenaje a Guillermo Francella por sus 20 años como actor de comedia en diferentes ficciones y programas de Telefe.

- Homenje a Grande, pa!!!, la serie de televisión de más exitosa de todos los tiempos en Argentina, emitida en Telefe en la década del 90.

- Homenaje a Mirtha Legrand por su vuelta a la ficción después de 43 años, de la mano de Telefe, con el unitario La dueña.

- Homenaje a Juan José Campanella, director de El secreto de sus ojos, la película producida por Telefe y ganadora del premio Oscar a la mejor película extranjera en el año 2009.

## Homenajes 2013
- Homenaje a Cris Morena por su trayectoria como actriz, conductora y productora.

- Homenaje a Diego Torres por su trayectoria como cantante y su vuelta a la televisión después de 20 años.

- Homenaje a Susana Giménez y Antonio Gasalla por su trayectoria juntos en televisión.